# Barrage de Kapanda
 (mars 2024).
Si vous disposez d'ouvrages ou d'articles de référence ou si vous connaissez des sites web de qualité traitant du thème abordé ici, merci de compléter l'article en donnant les références utiles à sa vérifiabilité et en les liant à la section « Notes et références ».
Le barrage hydro-électrique de Kapanda est un barrage situé en Angola, sur la rivière Cuanza, dans la province du Malanje.
Le projet est géré par le Gabinete de Aproveitamento do medio Kwanza (GAMEK).
La construction du barrage de Kapanda a été débuté en 1987 par la société russe Tecnopromoexport et la brésilienne Odebrecht. Mais plusieurs interruptions furent provoqués à cause des conflits internes dans le pays.
La première turbine du barrage a été testée en décembre 2003 et génère 80 mégawatts, alimentant depuis la ville de Luanda. La deuxième turbine alimente la ville de Malanje.
Une fois terminé, le barrage devrait avoir une capacité de production de 520 mégawatts.